# Lomas del Pedregal (Hidalgo)
Lomas del Pedregal es una localidad de México perteneciente al municipio de Apan en el estado de Hidalgo.

## Geografía
A la localidad le corresponden las coordenadas geográficas 19° 44’ 50.627” de latitud norte y 98° 29’ 35.404” de longitud oeste, con una altitud de 2560 m s. n. m. Se encuentra a una distancia aproximada de 6.02 kilómetros al noroeste de la cabecera municipal, Apan.
En cuanto a fisiografía se encuentra dentro de la provincia del Eje Neovolcánico dentro de la subprovincia de Lagos y Volcanes de Anáhuac; su terreno es de llanura. En lo que respecta a la hidrología se encuentra posicionado en la región Panuco, dentro de la cuenca del río Moctezuma, en la subcuenca de la laguna de Tochac y Tecocomulco. Cuenta con un clima templado subhúmedo con lluvias en verano, de humedad media.

## Demografía
En 2020 registró una población de 815 personas, lo que corresponde al 1.75% de la población municipal. De los cuales 400 son hombres y 415 son mujeres. Tiene 217 viviendas particulares habitadas.
| Gráfica de evolución demográfica de Lomas del Pedregal entre 1990 y 2020                     |
|                                                                                              |
| Población de los censos y conteos del Instituto Nacional de Estadística y Geografía (INEGI). |

## Economía
La localidad tiene un grado de marginación alto y un grado de rezago social bajo.